# Grenbrosking
Grenbrosking (Marasmiellus ramealis) är en svampart som först beskrevs av Pierre Bulliard (v. 1742–1793), och fick sitt nu gällande namn av Rolf Singer 1946. Enligt Catalogue of Life ingår Grenbrosking i släktet Marasmiellus,  och familjen Marasmiaceae, men enligt Dyntaxa är tillhörigheten istället släktet Marasmiellus,  och familjen Omphalotaceae. Arten är reproducerande i Sverige. Inga underarter finns listade i Catalogue of Life.

## Källor

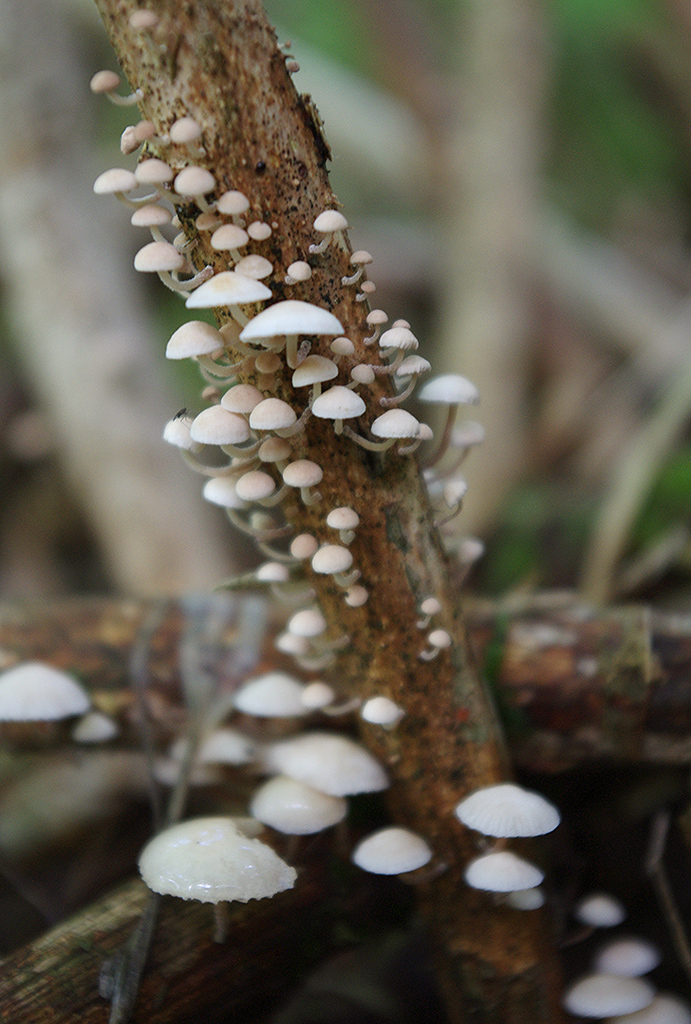
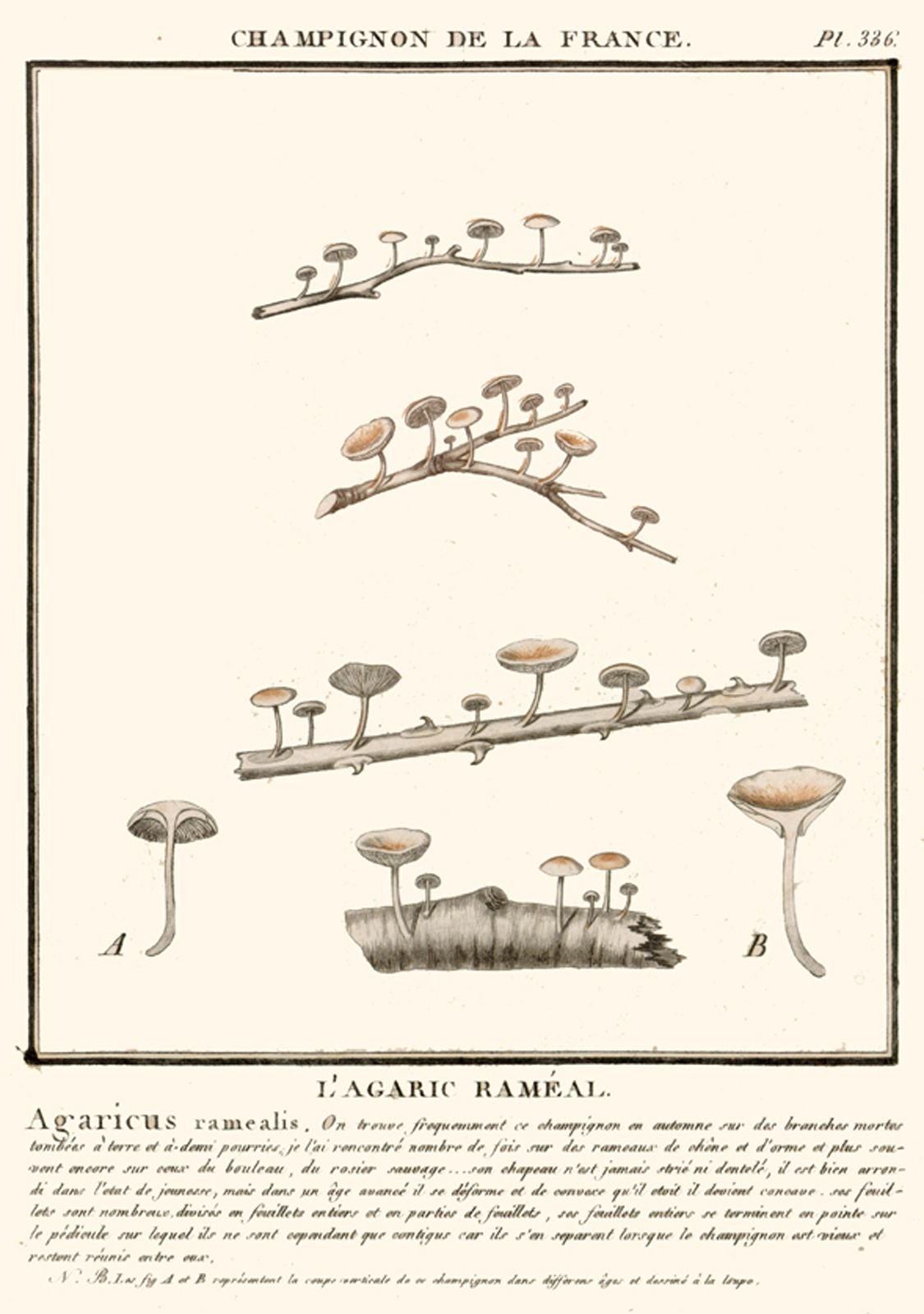